# Abdij van Villers
De Abdij van Villers (Frans: Abbaye de Villers) is een voormalige cisterciënzerabdij, gelegen in de Belgische gemeente Villers-la-Ville, waarvan een aantal ruïnes bewaard bleven.

## Geschiedenis
De abdij van Villers werd in 1146 gesticht, als dochterabdij van Clairvaux, door een groepje monniken in opdracht van Sint-Bernardus. De grond werd geschonken door drie plaatselijke landheren (Judith van Marbais, Anselm van Huneffe en Engelbert van Schoten), maar de eerste monniken moesten tot tweemaal toe verhuizen vooraleer zij een geschikte plek vonden die beantwoordde aan de behoeften van de gemeenschap. Er werd uiteindelijk gekozen voor een locatie aan de waterloop de Thyle. De bouw van de abdij vond plaats omstreeks 1190-1267. Vooral abt Charles de Seyne (1197-1209) geldt als groot bouwheer. De stichting van de abdij werd bekrachtigd door paus Eugenius III (zelf een leerling van Bernardus) en de Luikse prins-bisschop Hendrik II van Leyen. De abdij lag in het grensgebied van het graafschap Namen en het hertogdom Brabant, maar vanaf 1209 verkoos de gemeenschap uitdrukkelijk om tot de Brabantse invloedssfeer te behoren, een keuze die de hertogen met allerlei weldaden beloonden. De abt van Villers zetelde ambtshalve in de Staten van Brabant.

### Bloei
De abdij beleefde vooral in de 13de eeuw een bloeiperiode, toen de gemeenschap 100 monniken en 300 lekenbroeders telde. De religieuze ijver was groot, de ascese was streng en de abdij telde verschillende mystici. Zij verwierf uitgestrekte landeigendommen (op het einde van de 13de eeuw in totaal 10.000 ha., verspreid over de huidige provincies Antwerpen tot Namen) en stichtte op haar beurt de abdij van Grandpré (1231) en de Sint-Bernardusabdij te Vremde (1236), die later naar Hemiksem (1243 - Sint-Bernardusabdij) verhuisde, alsmede een aantal begijnhoven en nonnenkloosters, waarvan de abten de geestelijke leiders werden.
De culturele uitstraling van Villers was groot. Na enkele abten aan het begin van de 13e eeuw die overmatige studie veroordeelden, legde de abdij een rijke bibliotheek met Bijbelteksten, Bijbelcommentaren, ascetische en theologische werken aan. Volgens een catalogus uit 1309 telde de bibliotheek 455 volumes, wat voor die tijd een uitzonderlijk groot aantal was. De abt Jan van Brussel (1333-1336) doceerde theologie te Parijs. Het stedelijke refugiehuis van de abdij in Leuven diende tot verblijf van de jonge monniken die in de stad theologie studeerden, en werd later omgevormd tot het universitaire "College van Villers" (door de abt Dionysius van Zevendonck in 1660).

### Moeilijkheden
In de 14e eeuw verminderde het aantal lekenbroeders (conversen) zodat niet alle gronden meer zelf bewerkt konden worden en verhuurd moesten worden. Met de machtsovername door de Bourgondiërs begon stilaan het verval, toen de hertogen inspraak verkregen bij de aanstelling van de abten, hetgeen meer dan eens tot tweedracht leidde. In de 16de eeuw had de abdij zwaar te lijden onder de godsdiensttroebelen. Onder meer in 1544 werden ernstige verwoestingen aangericht door de plunderende Spaanse troepen. De abdij moest afstand doen van een deel van haar hoeven. De monniken moesten de abdij verlaten en zochten hun toevlucht in verschillende stedelijke refugiehuizen, maar vanaf 1587 kende Villers een nieuwe bloei onder de abt Robert Henrion, die het materiële herstel organiseerde.
De 18e eeuw bracht, met de machtsovername door Oostenrijk, een laatste grote bloeiperiode. De abdij werd uitgebreid met een nieuw abtenpaleis en een gastenhuis. Deze bloei kwam tot een einde toen de uiteindelijk laatste abt van de abdij Bruno Cloquette openlijk in conflict kwam tegen de religieuze hervormingspolitiek van keizer Jozef II. De keizer, die Cloquette door diens houding mee verantwoordelijk stelde voor de Brabantse Omwenteling, liet Oostenrijkse troepen de abdij bezetten en de opstandige abt moest een tijdje vluchten. De orde keerde weer onder keizer Leopold II, maar dat was slechts voor korte tijd.

### Einde
Toen Frankrijk in 1794 tijdens de Eerste Coalitieoorlog de Zuidelijke Nederlanden binnenviel, koos de abt de zijde van de keizer. Dat was het begin van het einde: op 11 december 1796 werden de kloosterlingen door Franse troepen verdreven. De eigendommen werden openbaar verkocht, en het terrein van de abdij zelf kwam in handen van een zekere La Terrade, een handelaar in bouwmaterialen, die de gebouwen stelselmatig sloopte en het "gerecycleerde" materiaal verkocht. In 1820 werd het terrein opgekocht door Charles-Lambert Huart, die in 1851 de toelating gaf om de spoorlijn Charleroi-Leuven dwars door zijn eigendom te laten aanleggen, wat hem een royale vergoeding opleverde. Wat er overbleef van de gebouwen werd verwaarloosd; de tijd en de elementen deden de rest. In 1893 kwam het terrein uiteindelijk in handen van de Belgische Staat, die sindsdien grootscheepse herstellingswerken liet aanvatten om de ruïne voor verdere aftakeling te behoeden.

## Begraven
Verschillende personaliteiten werden in de abdij begraven:
- Hendrik II van Brabant († 1248)
- Juliana van Cornillon († 1258)
- Gobert van Aspremont († 1263)
- Sofia van Thüringen († 1275)
- Jan III van Brabant († 1355)

## Kloostergebouwen
De abdij en haar bijgebouwen vormden een besloten geheel van 15 hectare, ommuurd met een vestingmuur van 4 tot 4,5 meter hoogte. Daarin waren drie poorten aangebracht, de Brusselse Poort (de voornaamste ingang en deels bewaard), de Naamse Poort en de poort van de hoeve. De abdij werd over de Thyle gebouwd. Deze stroomde onder de eetzaal, de wasplaats, de keuken en de cellen. De rivier dreef een molen aan en voorzag de brouwerij en de vijvers van de abdij van water.
De abdijkerk is nog steeds het meest indrukwekkende bouwwerk van het ruïneveld. Ze is 94 m lang en de booggewelven zijn 23 m hoog. Aan de bouw werd begonnen in 1197, nog in romaanse stijl (te zien aan het voorportaal). In opeenvolgende fasen werd er vervolgens in gotische stijl verder gebouwd tussen 1210 en 1267. Daarmee behoort de abdijkerk van Villers tot de eerste gotische gebouwen in België. De onversierde kapittelen op de zuilen van het schip zijn kenmerkend voor soberheid gepropageerd door de cisterciënzers. Uniek is het herhaalde gebruik van ronde vensters (oculi) in combinatie met lancetbogen in de dwarsbeuk.
Voorts zijn er imposante ruïnes van de refter en het gastenverblijf (beide uit de 13e eeuw), van de kloostergang (14e–15e eeuw, met nog enkele intacte gotische gewelven in kleine tegels), het classicistische abtenpaleis met tuinen (1716-1734), het novicenhuis in regentschapsstijl, de fontein (1720), werkplaatsen (1728) en apotheek (1784).
De brouwerij werd gebouwd rond 1270 onder abt Arnulf van Ghistelles. Achter de voorgevel, die wordt ondersteund door drie steunberen, bevindt zich een rechthoekige hal verdeeld door een zuilengalerij waarop de gewelven rustten.
De abdijgebouwen en de site werden beschermd als monument in 1972.

## Bezoekerscentrum

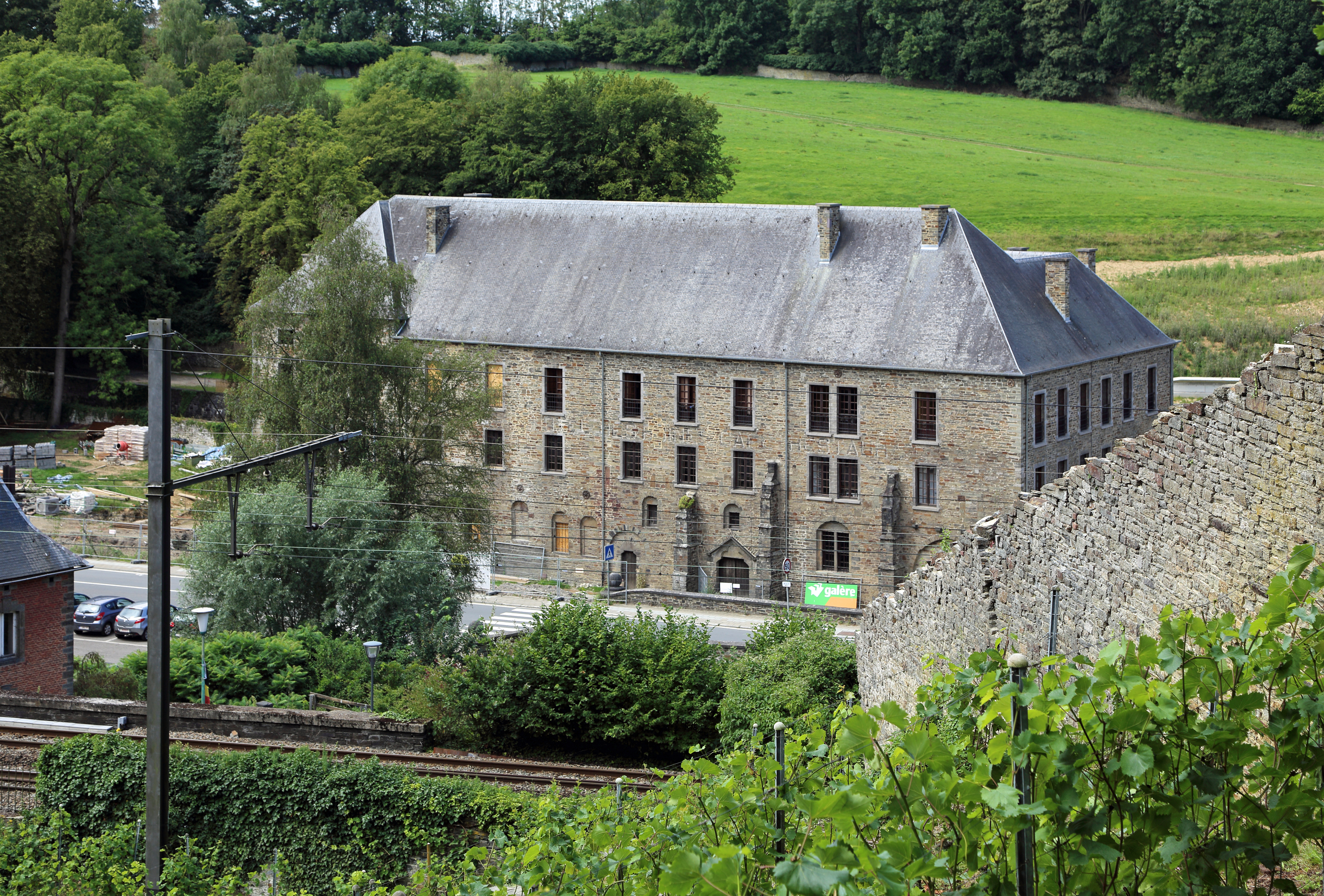
De oude molen met daarin het nieuwe bezoekerscentrum gevestigd

De site van de Abdij van Villers wordt doorkruist en verdeeld door de rijksweg N275, waardoor zij haar logica en eenheid verliest. Plannen om de rijksweg te verleggen, bleken te duur. Het Waals Erfgoedinstituut (IPW) heeft daarom besloten het anders aan te pakken en het nieuwe bezoekersparcours over de bestaande weg te laten lopen. Het nieuwe bezoekerscentrum en -parcours tracht het gehele cisterciënzer compositieplan opnieuw te verbinden, door een gezamenlijke ingreep in het landschap. Het project leidt de bezoekers van de abdij vanaf de parkeerplaatsen, langs de molen (met o.a. een ontvangsthal en maquettezaal), naar de heuvel via de nieuwe voetgangersbrug, door de tuin, naar de tweede voetgangersbrug over de rijksweg en daalt ten slotte af in de ruïnes van de abdij. Het ontwerp benadrukt de rode draad door middel van bescheiden materialen, zoals cortenstaal, hout en beton, en zijn op verscheidene manieren samengesteld. Het project is in 2016 opgeleverd en heeft in de Grand Prix d’Architecture de Wallonie 2017 de Prix du Patrimoine gewonnen.
De voormalige hoofdentree bevond zich in het hart van de ruïnes, wat erg misplaatst bleek te zijn. Het nieuwe bezoekerscentrum, gelegen in de oude abdijmolen, is een solide vertrekpunt voor de bezoekers en leidt geleidelijk de bezoekers naar de ruïnes. De oude, dertiende-eeuwse abdijmolen is zorgvuldig gerestaureerd. Het biedt verschillende faciliteiten aan, zoals een winkel, een restaurant, toiletten en kantoren. Verder bevindt zich in de molen tevens de ontvangsthal, scenografische ruimten en een maquettezaal. In de maquettezaal staat een monumentale leistenen maquette van de abdij, met de afmetingen van 5 bij 5 meter. In de molen staat tevens een onlangs herbouwd schoepenrad van cortenstaal. Deze wekt elektriciteit op voor een deel van het bezoekerscentrum.
Op de tweede verdieping van de molen gaat een loopbrug, gemaakt van hout en cortenstaal, over de molenbeek en leidt naar een pad langs de heuvel. De heuvel bestaat uit een natuurlijke aaneenschakeling van terrassen, waar van de bezoekers zicht hebben op het gehele terrein. Het hele terrein kan bekeken worden vanaf verschillende bankjes die hier en daar op de heuvel geplaatst zijn. Aan de zijkant van de heuvel maakt het pad een knik. Via het pad bereiken de bezoekers het één na laatste punt van de route: de voormalige kloostertuinen, tevens gerenoveerd. De muur en twee symmetrische trappen verwijzen naar de klassieke tuinen. Na een tweede voetgangersburg over de rijksweg bereiken de bezoekers, via trappen en een lift, het lagergelegen hart van de abdij.
Na eeuwenlang geestelijken, armen en bedevaarders aangetrokken te hebben, ontving de abdij anno 2019 160.000 bezoekers per jaar die op zoek zijn naar een compleet andere omgeving, ontspanning of spiritualiteit.
Sinds 2016 worden de Villers-bieren deels gebrouwen in de microbrouwerij aan de abdij.

## Galerij

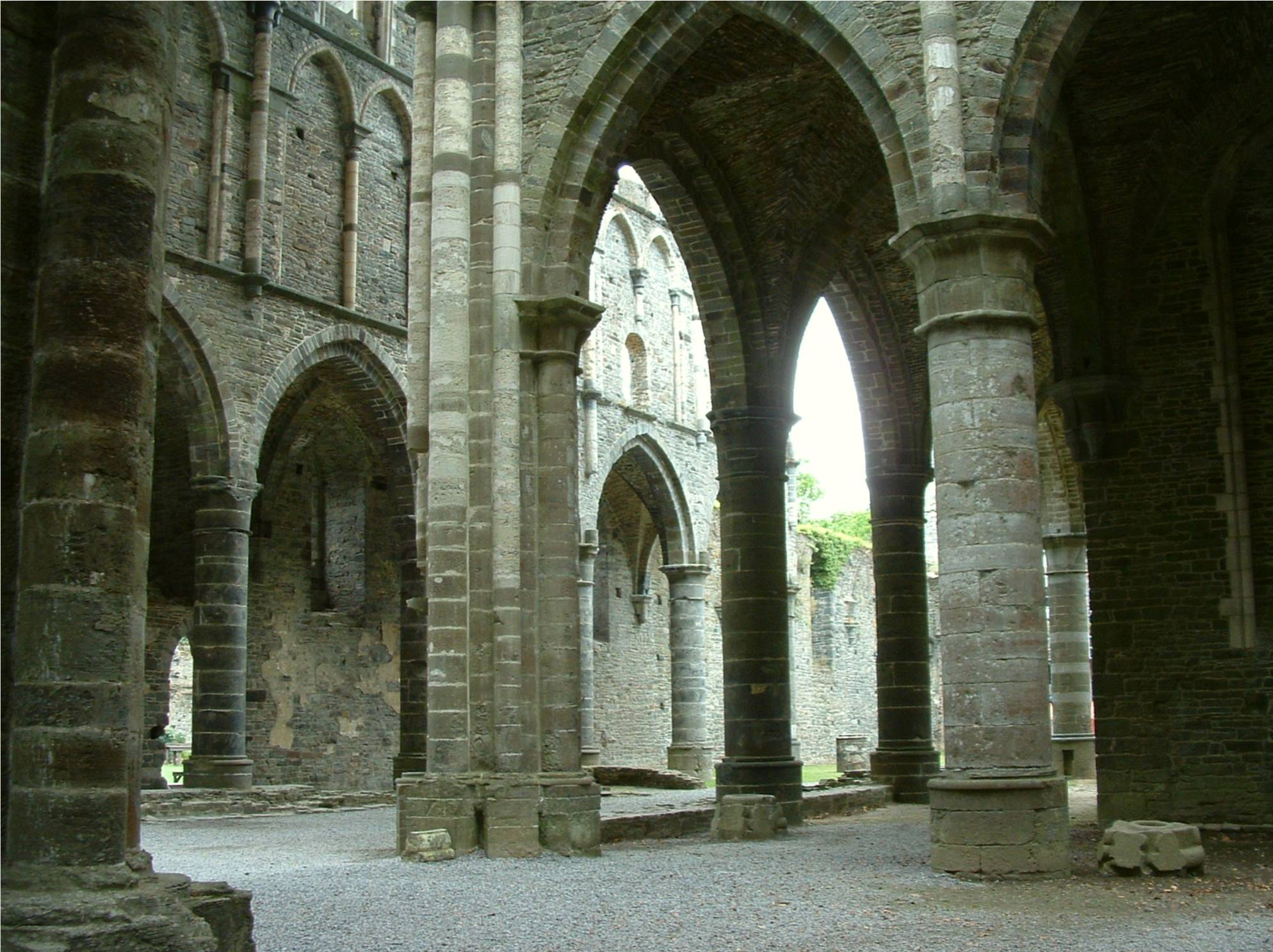
De abdijkerk van Villers
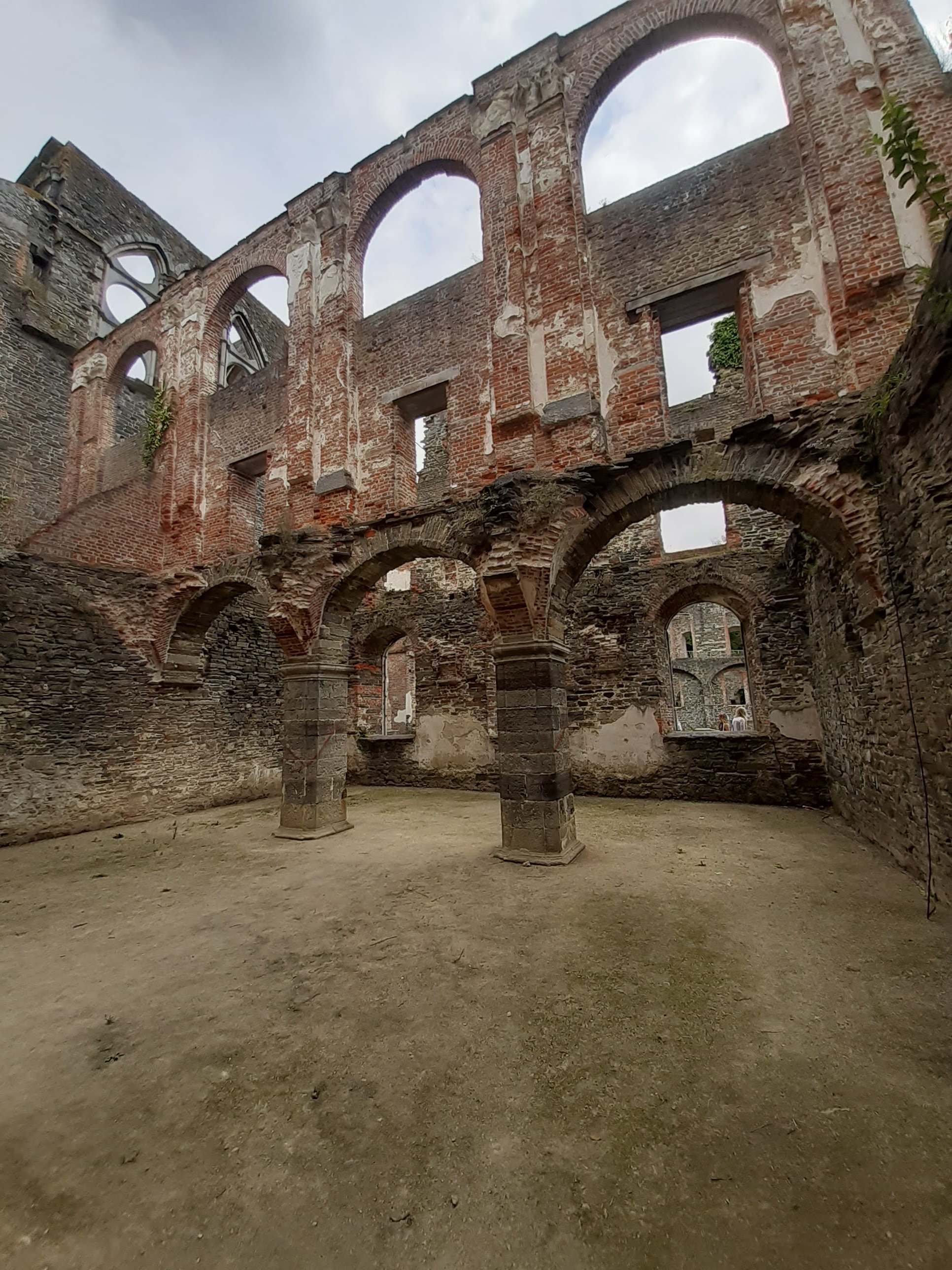
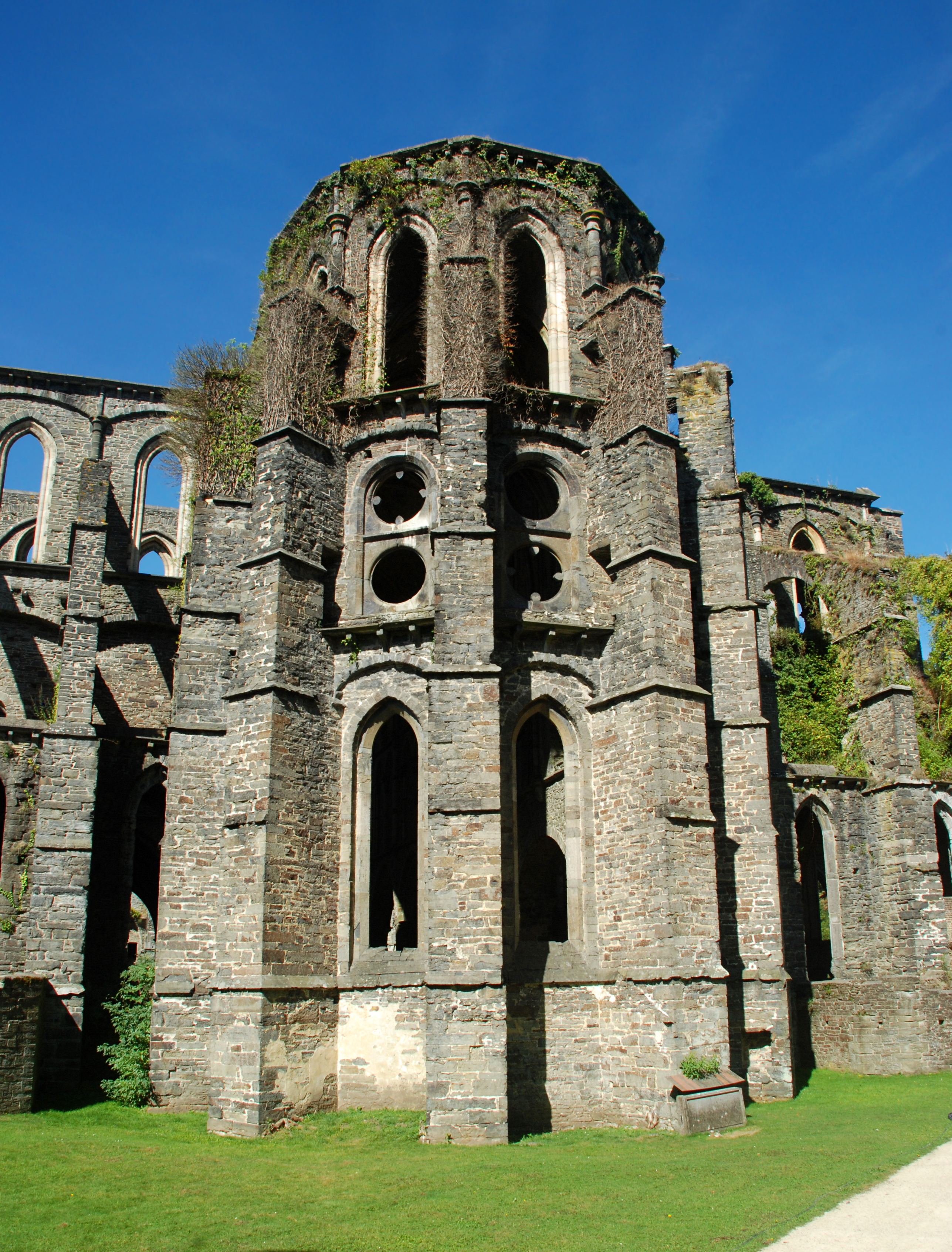
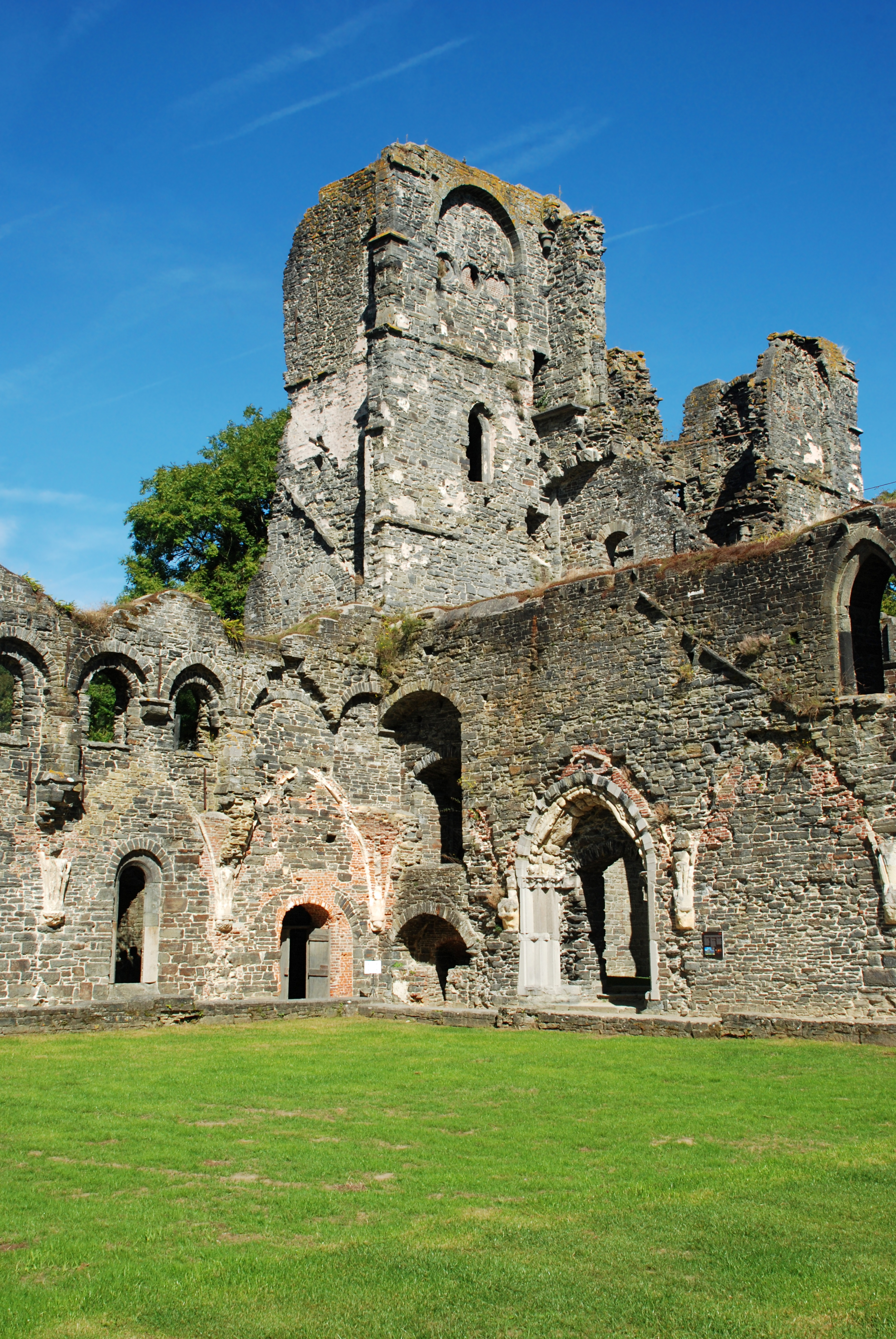
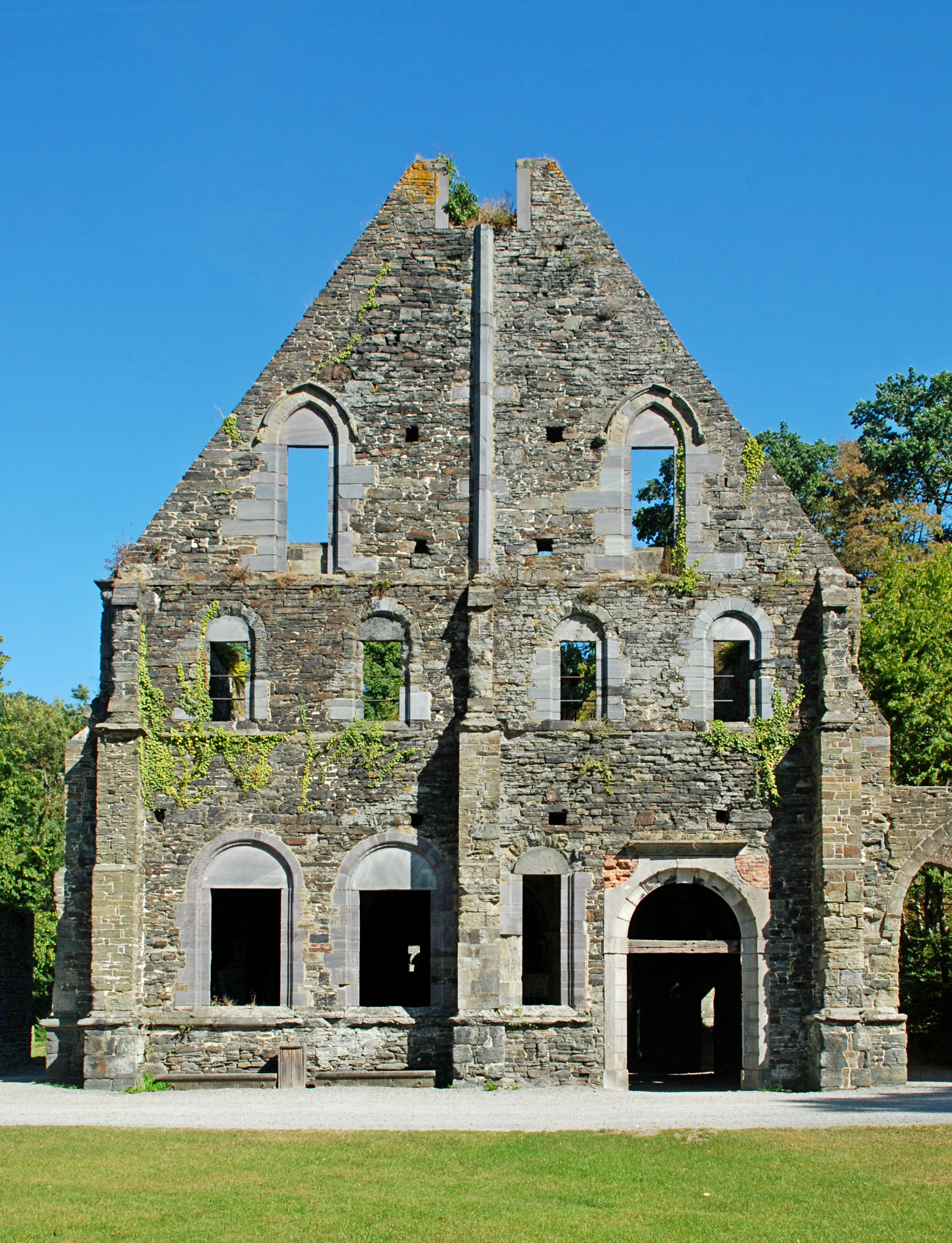
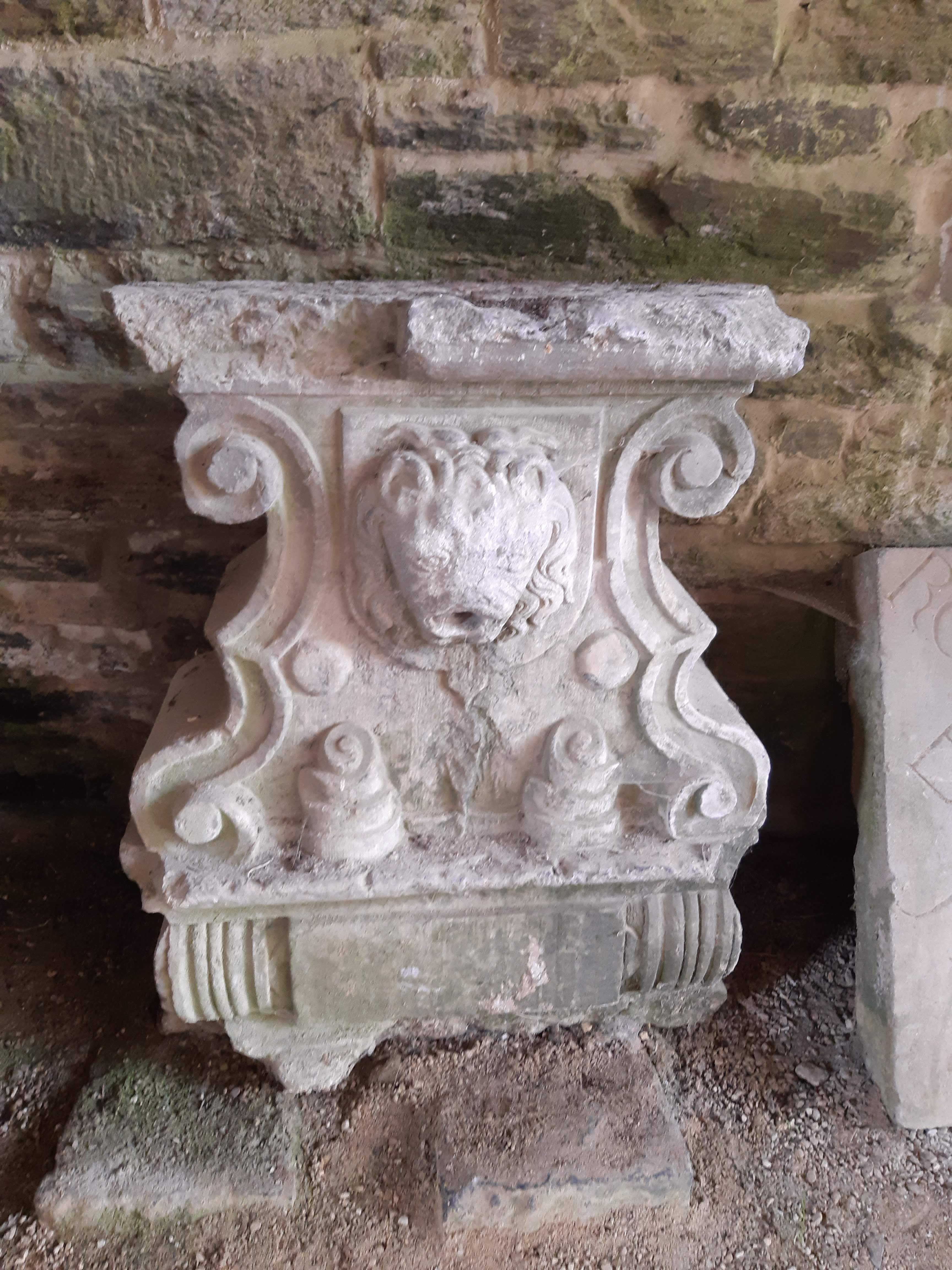
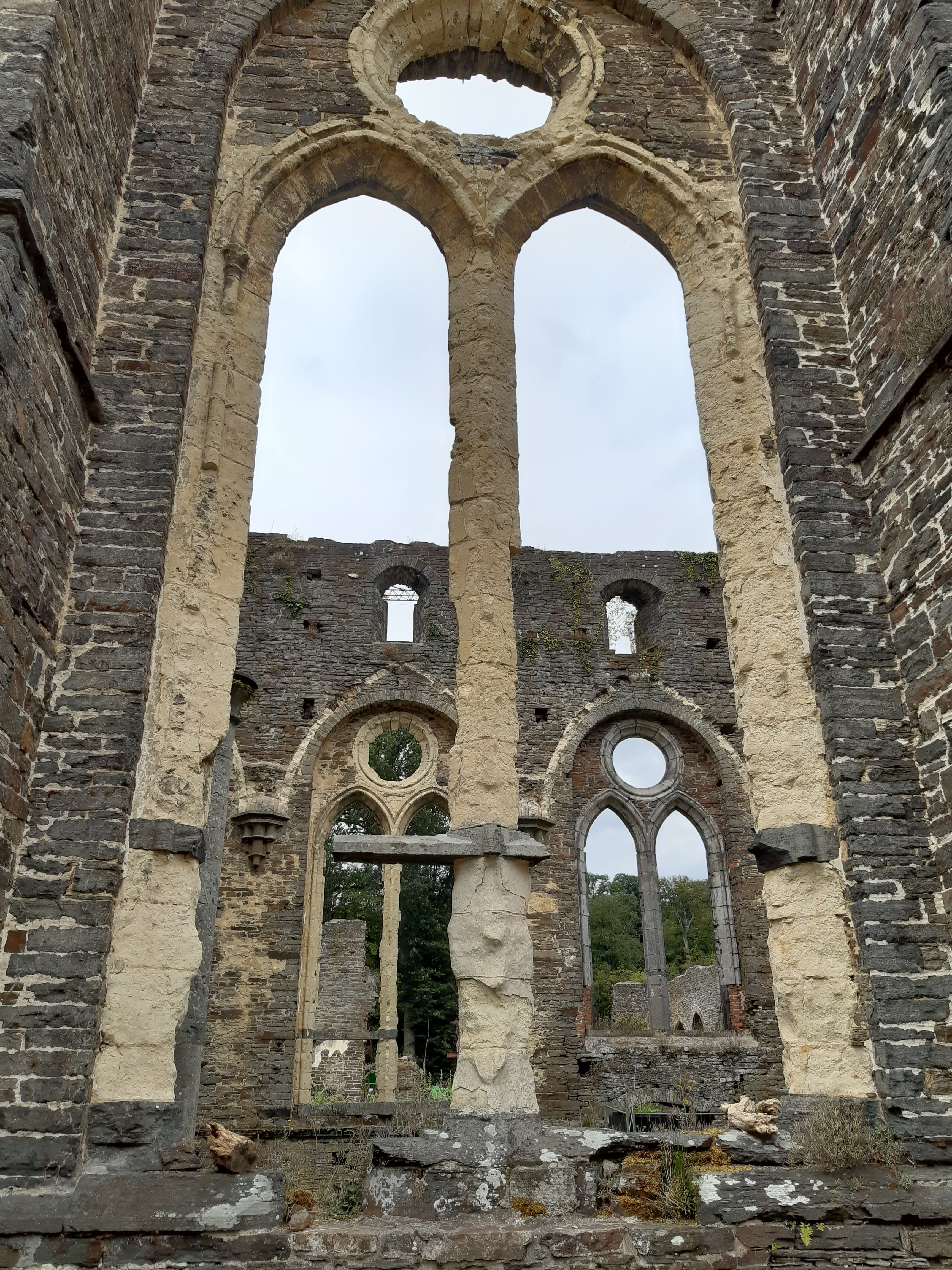
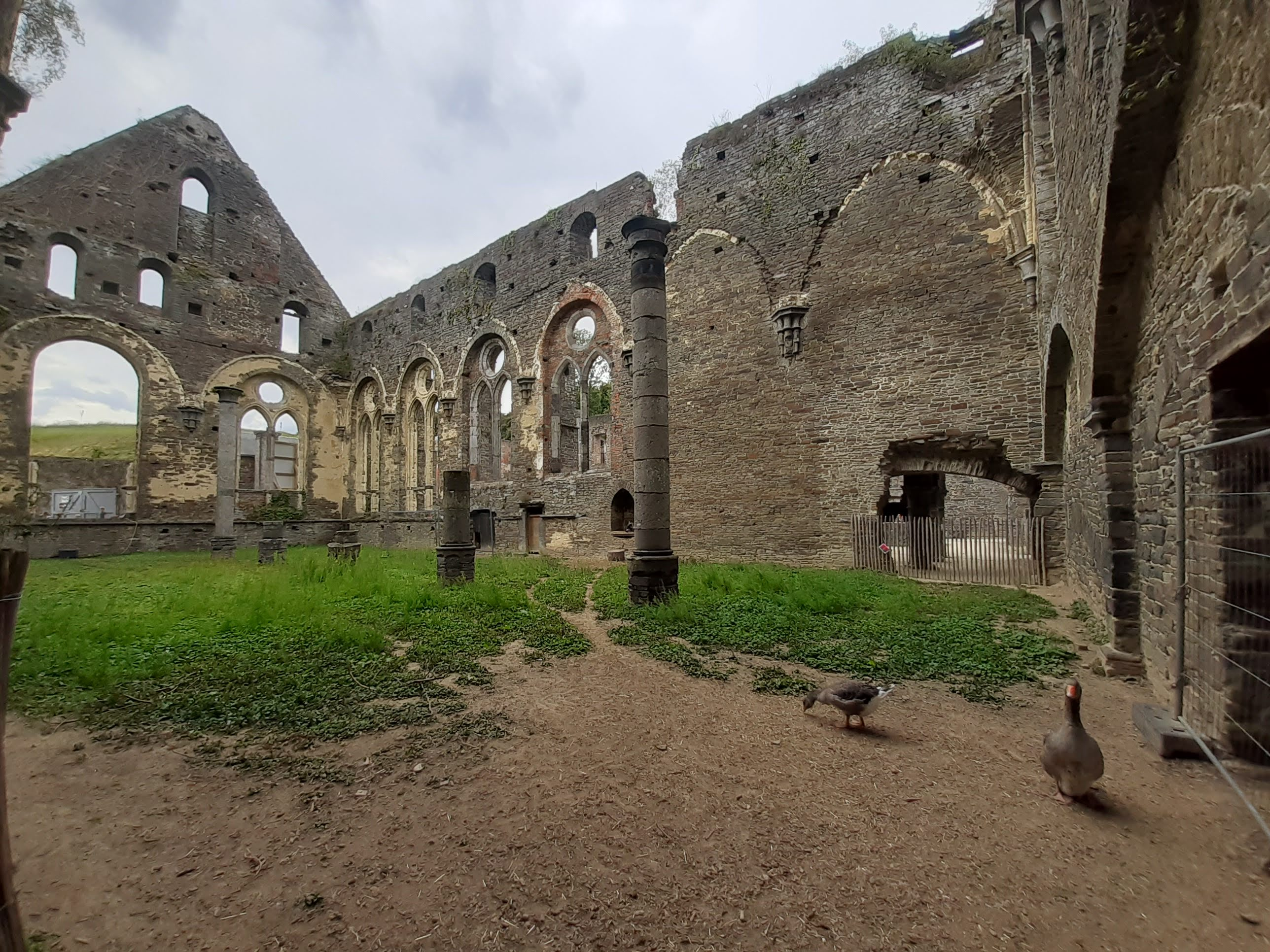
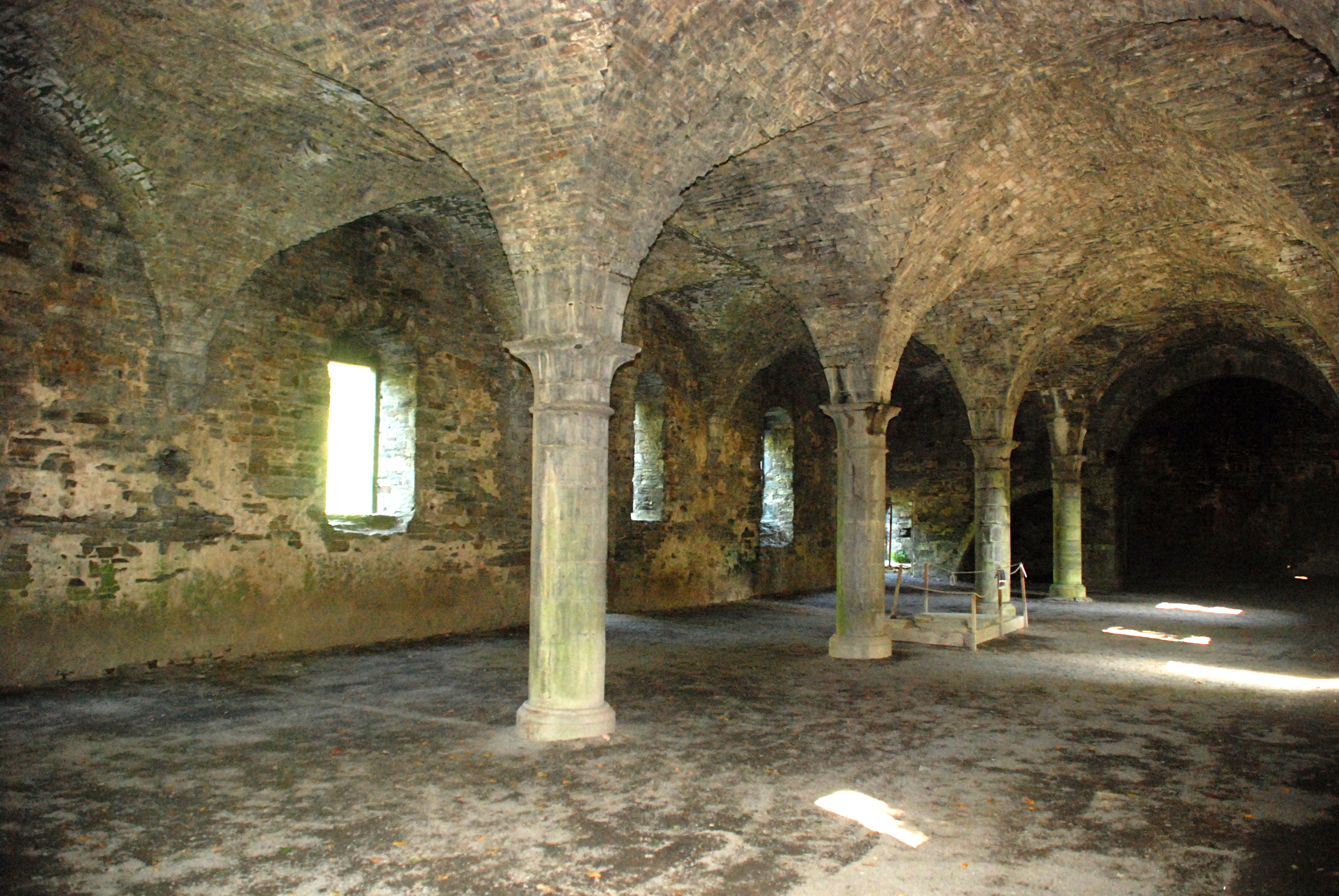
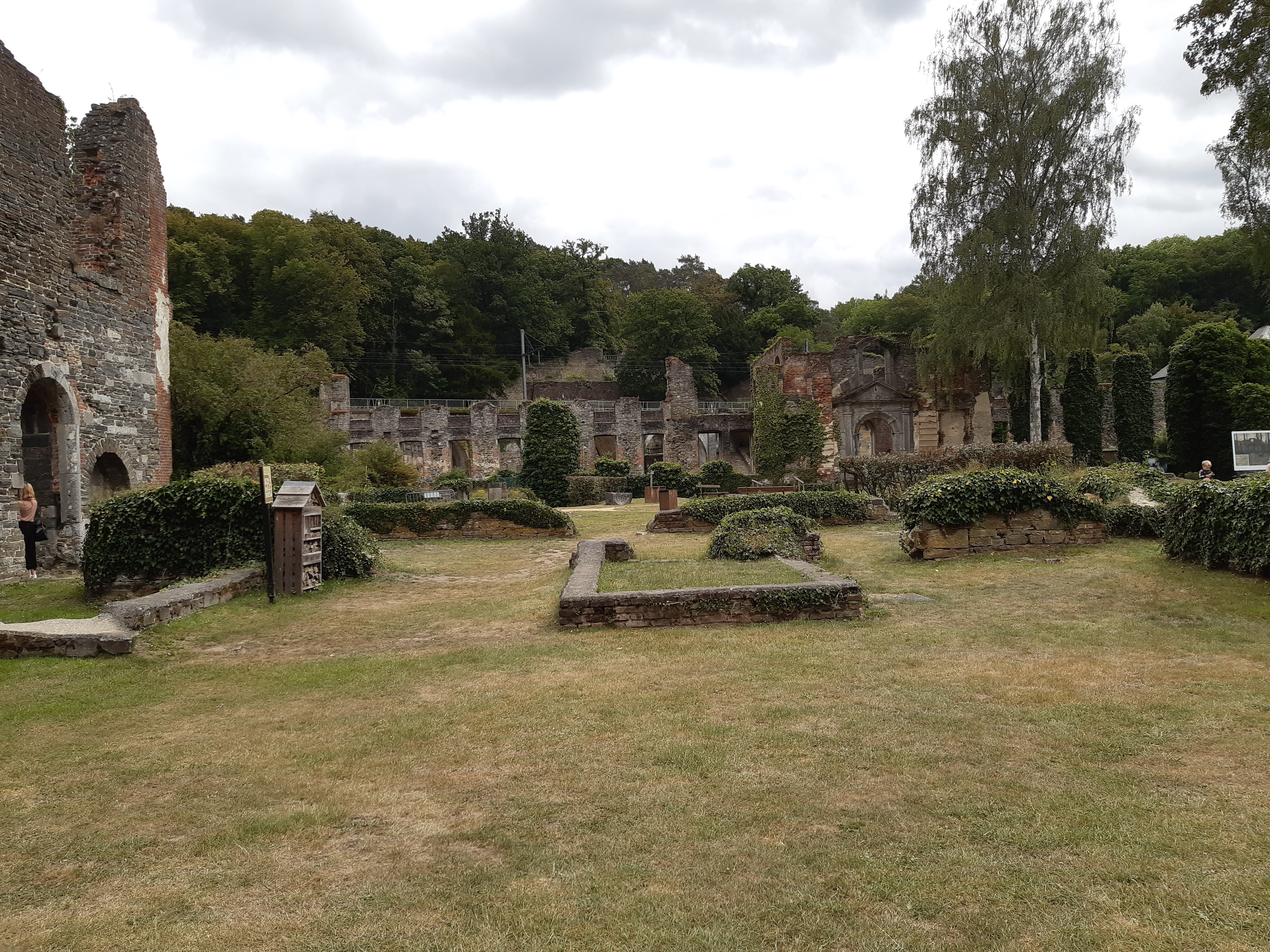
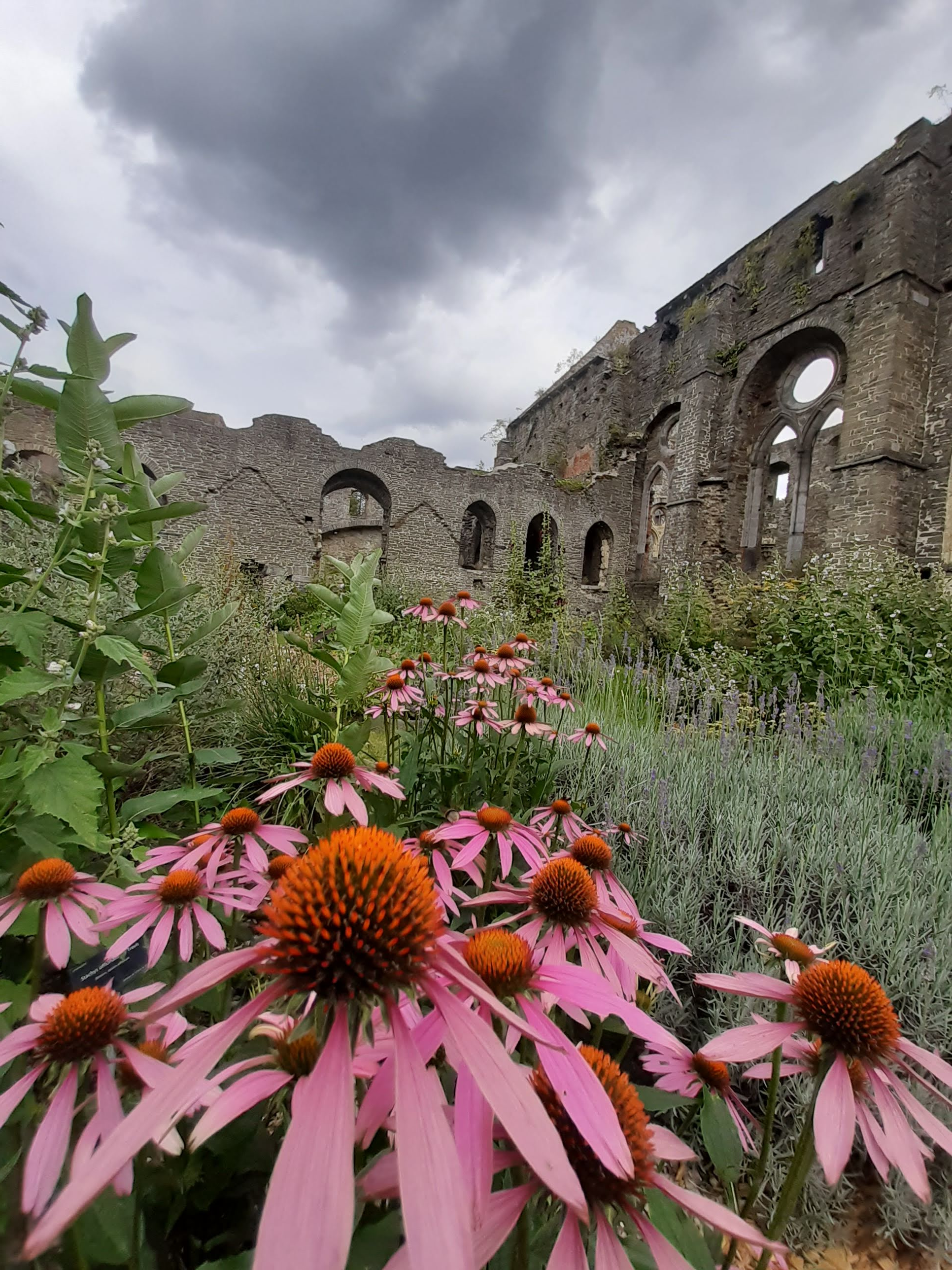
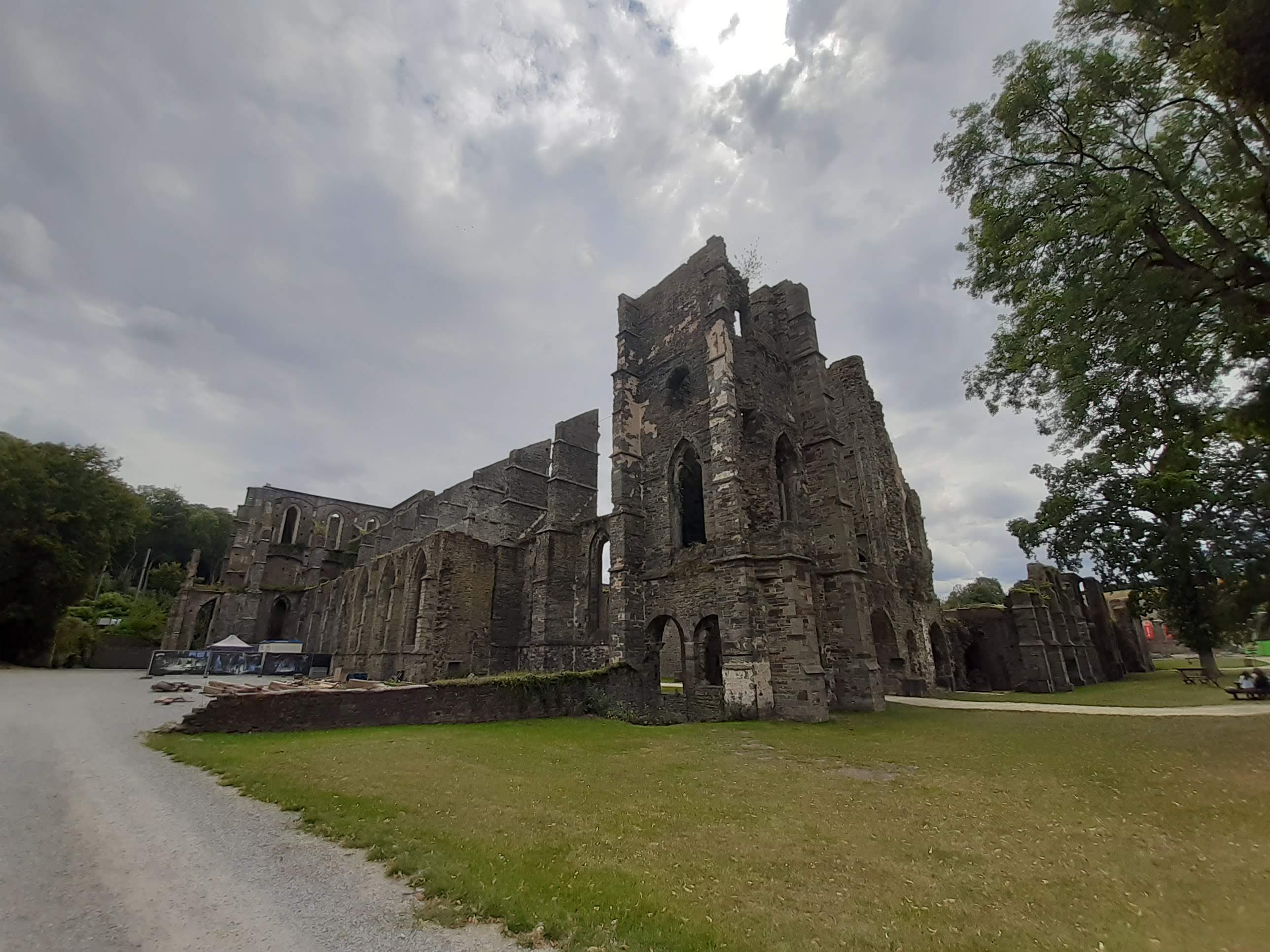
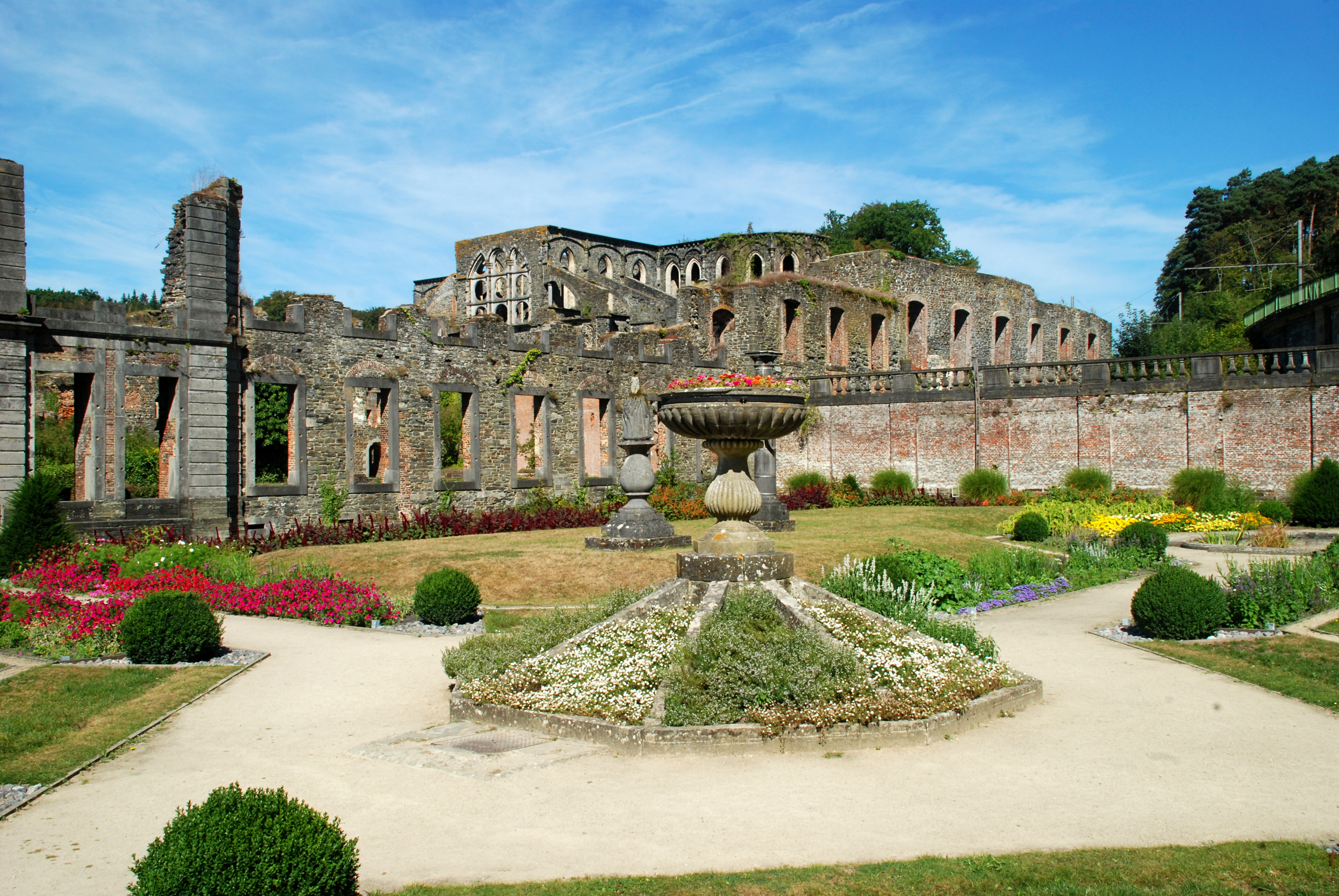
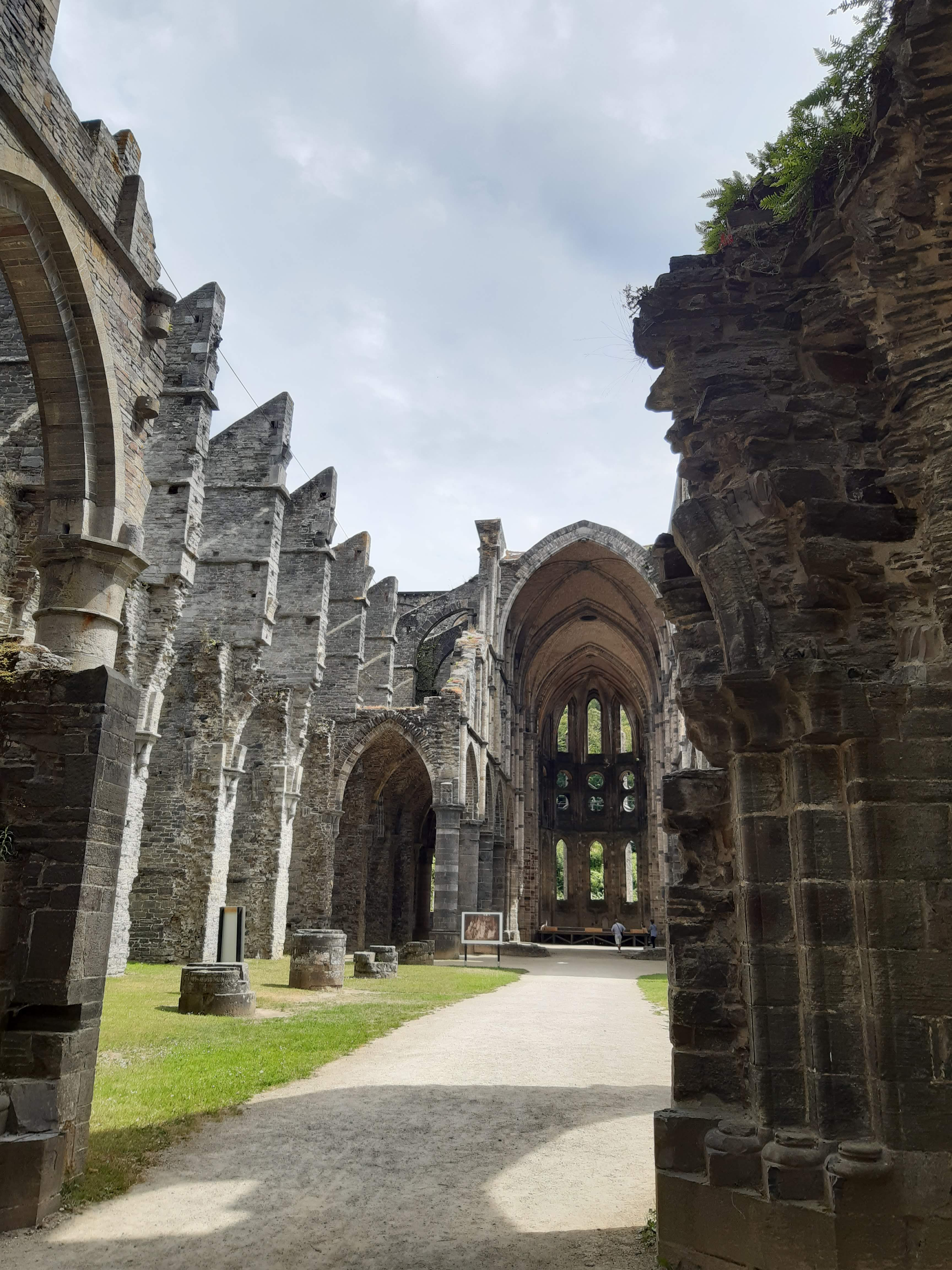
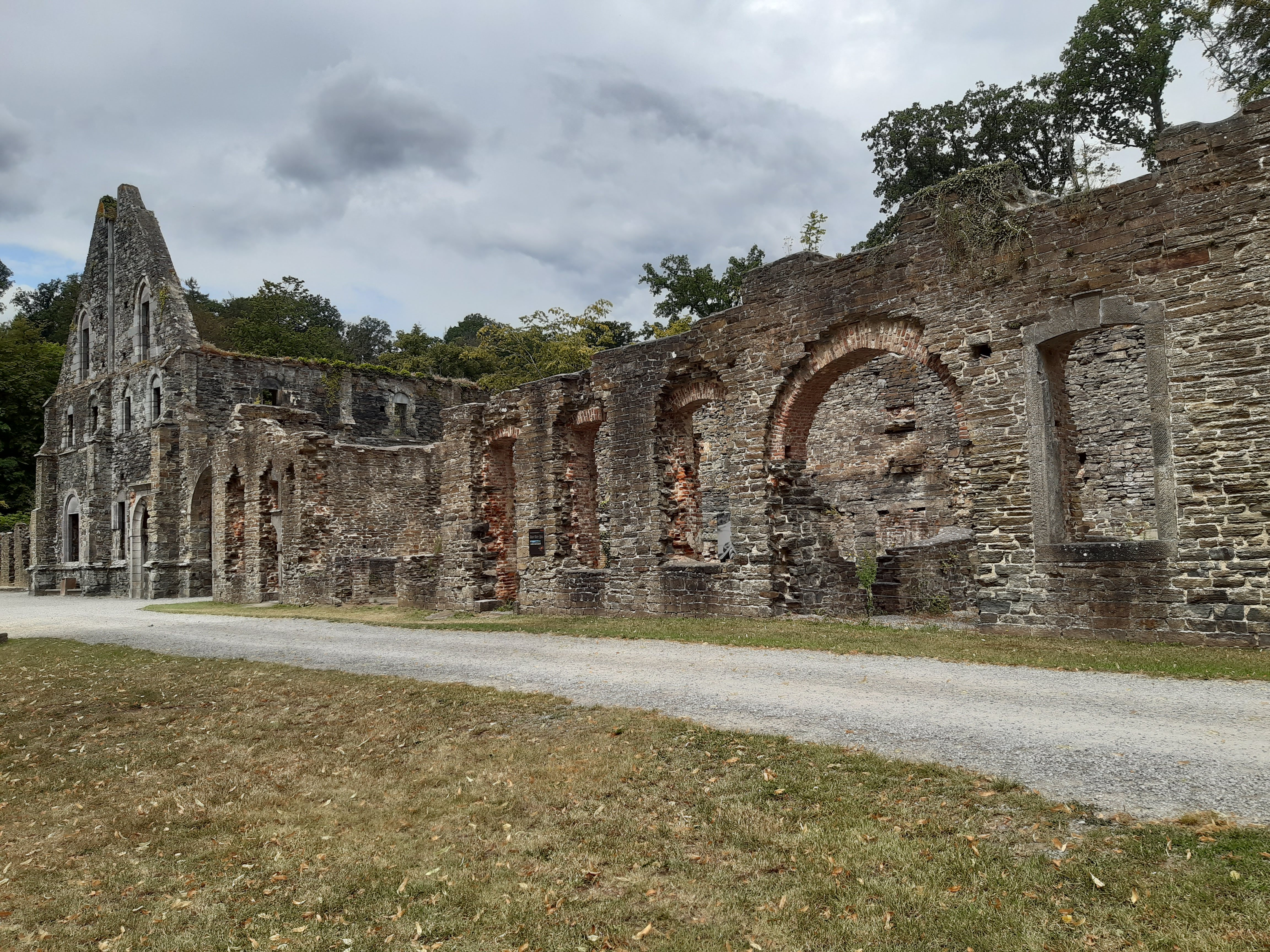
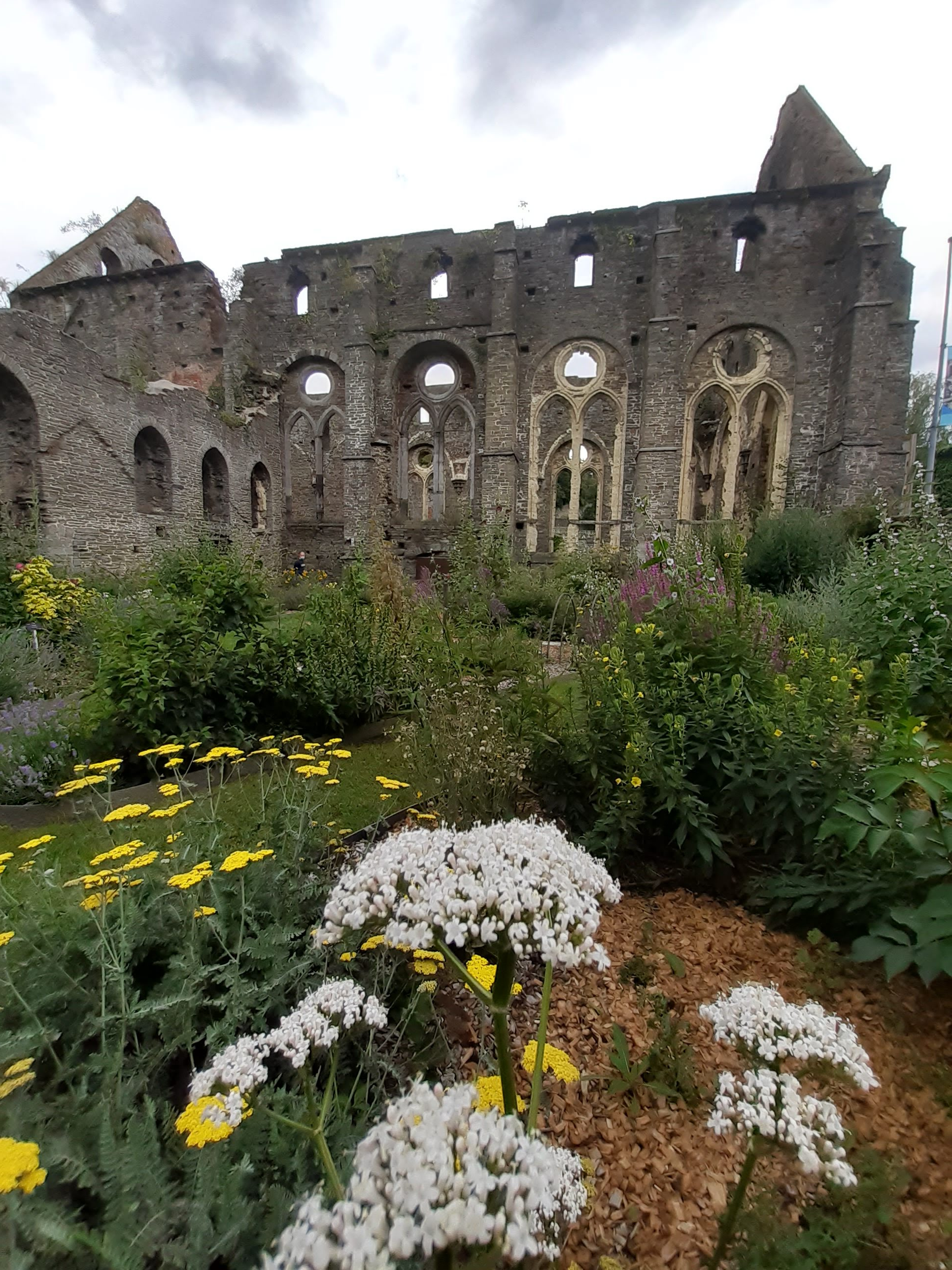
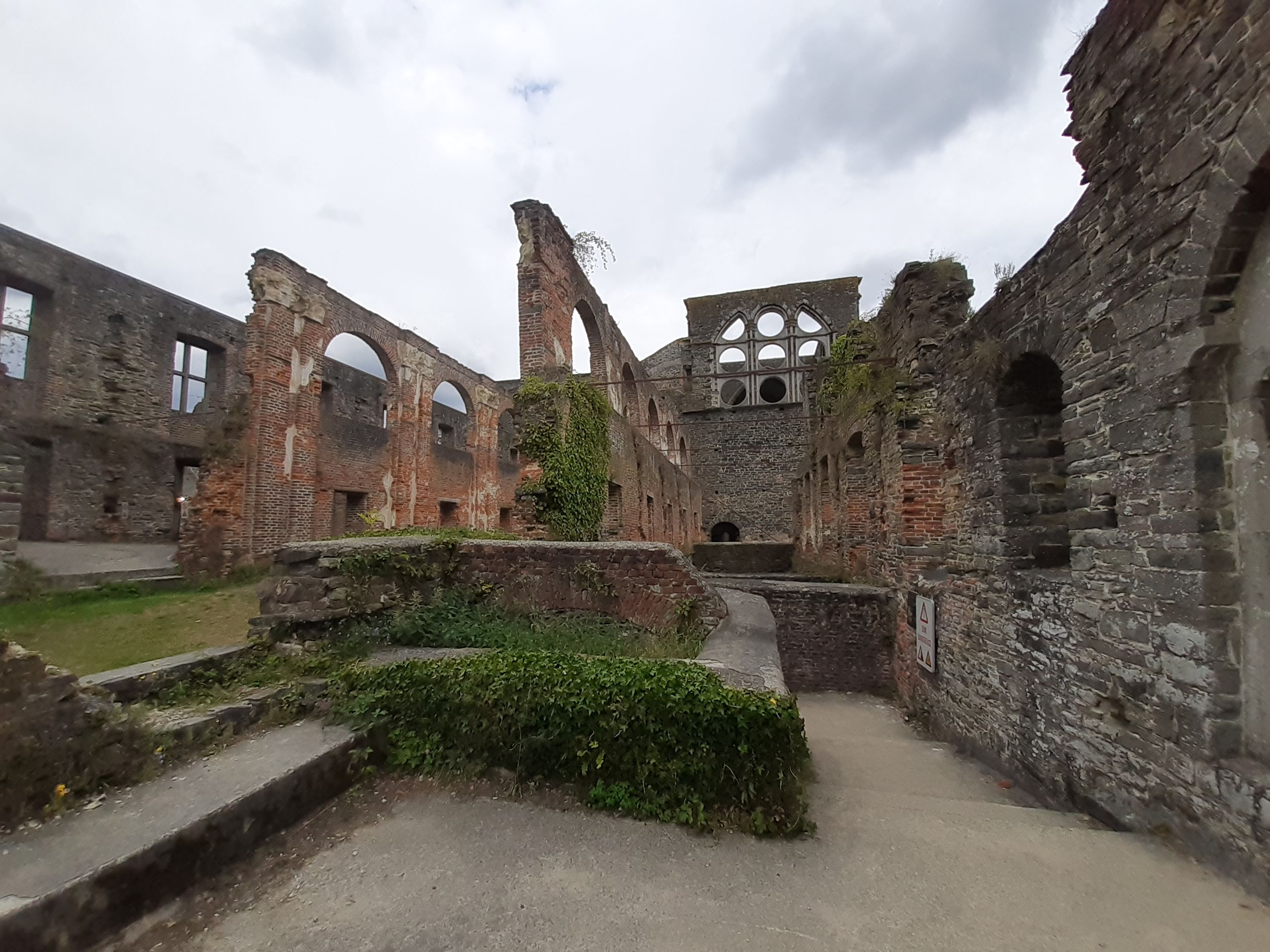
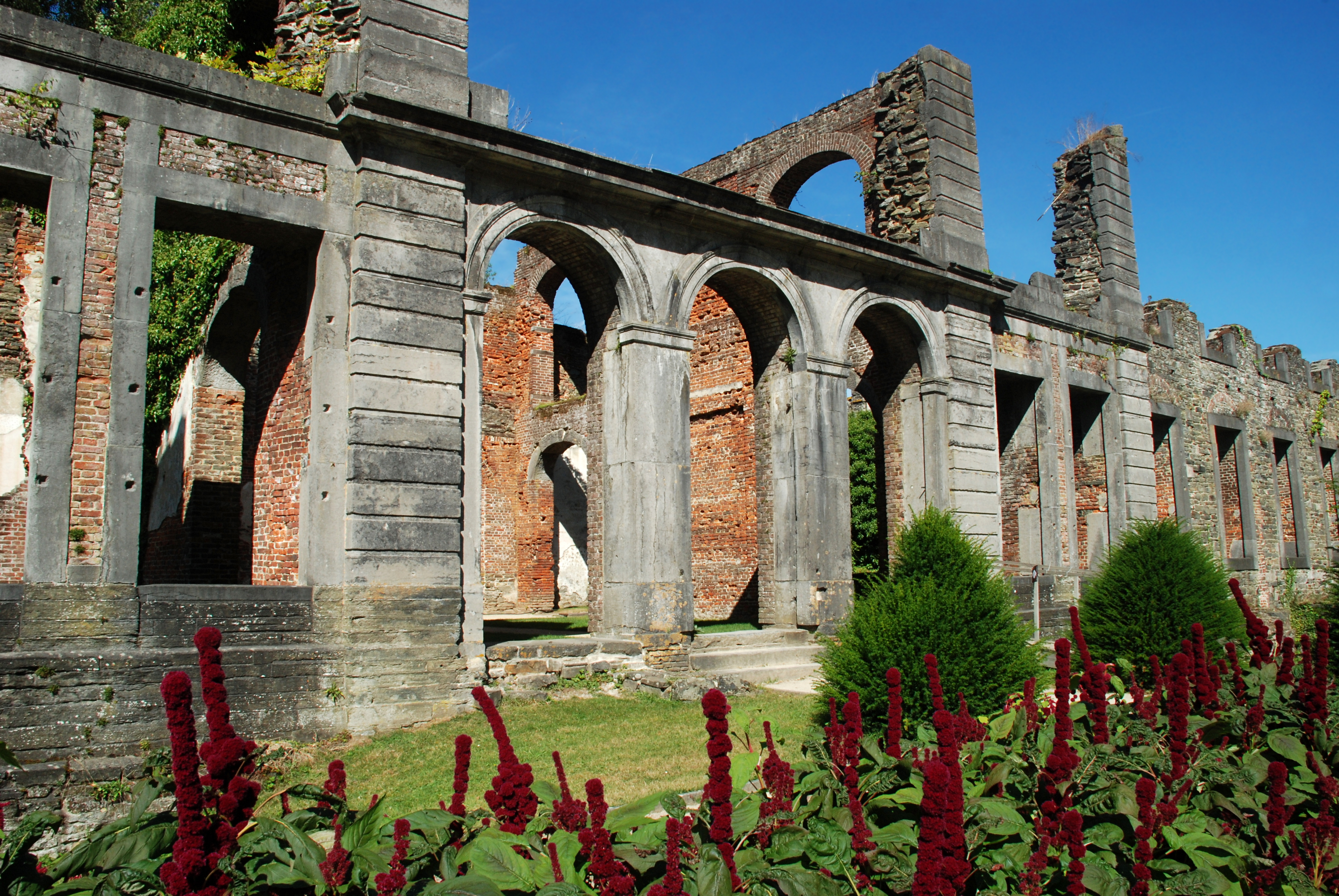
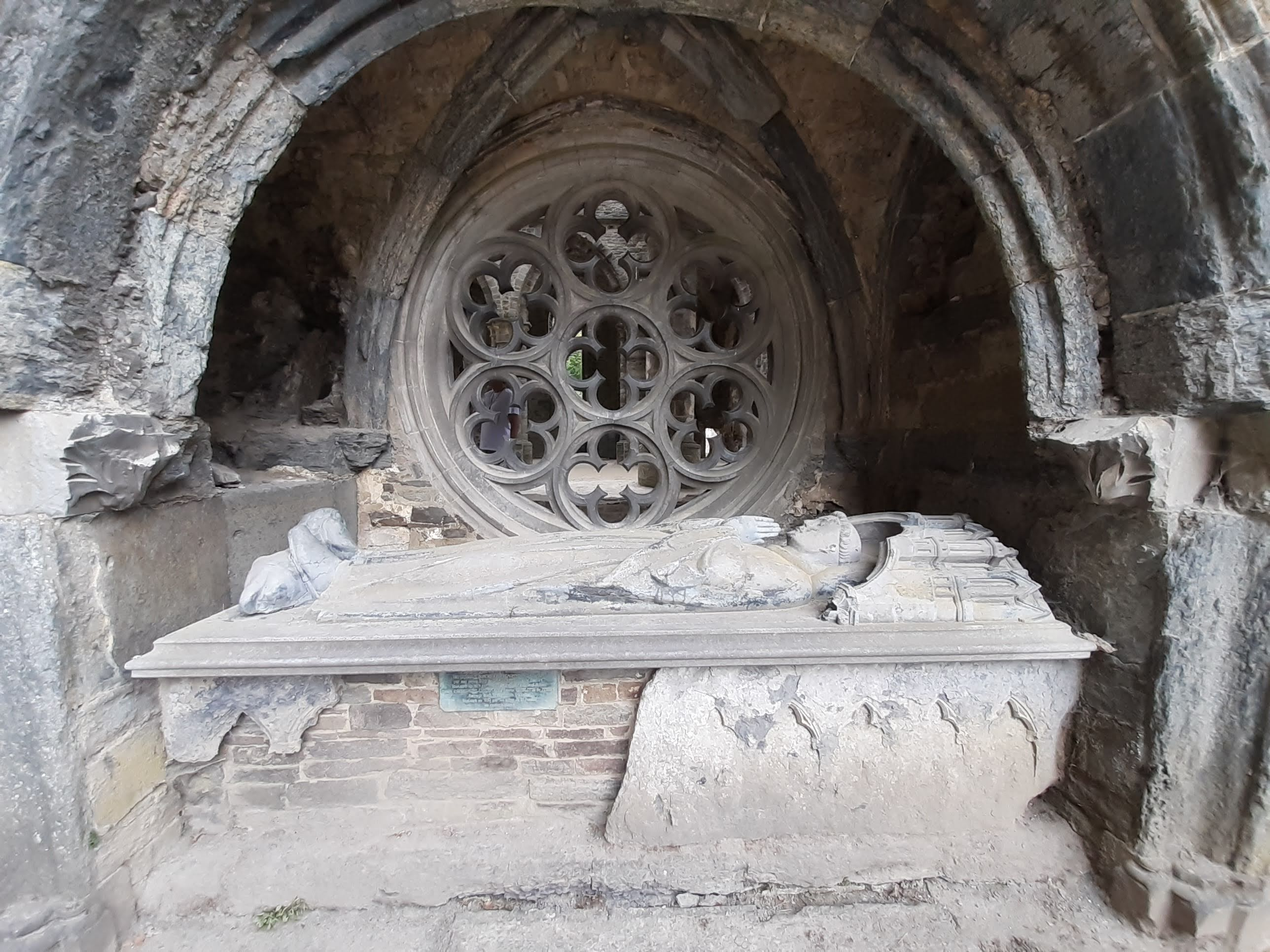
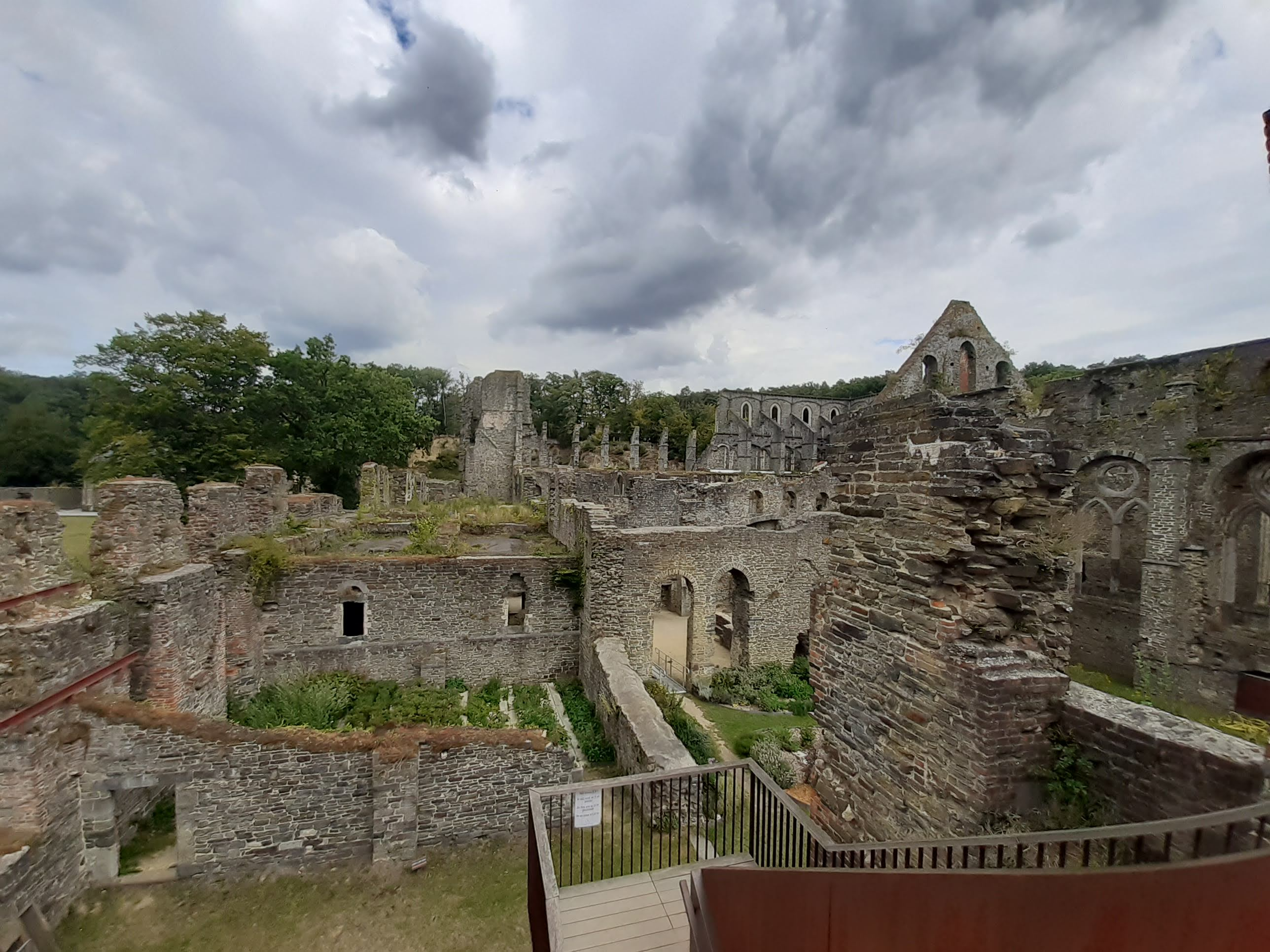
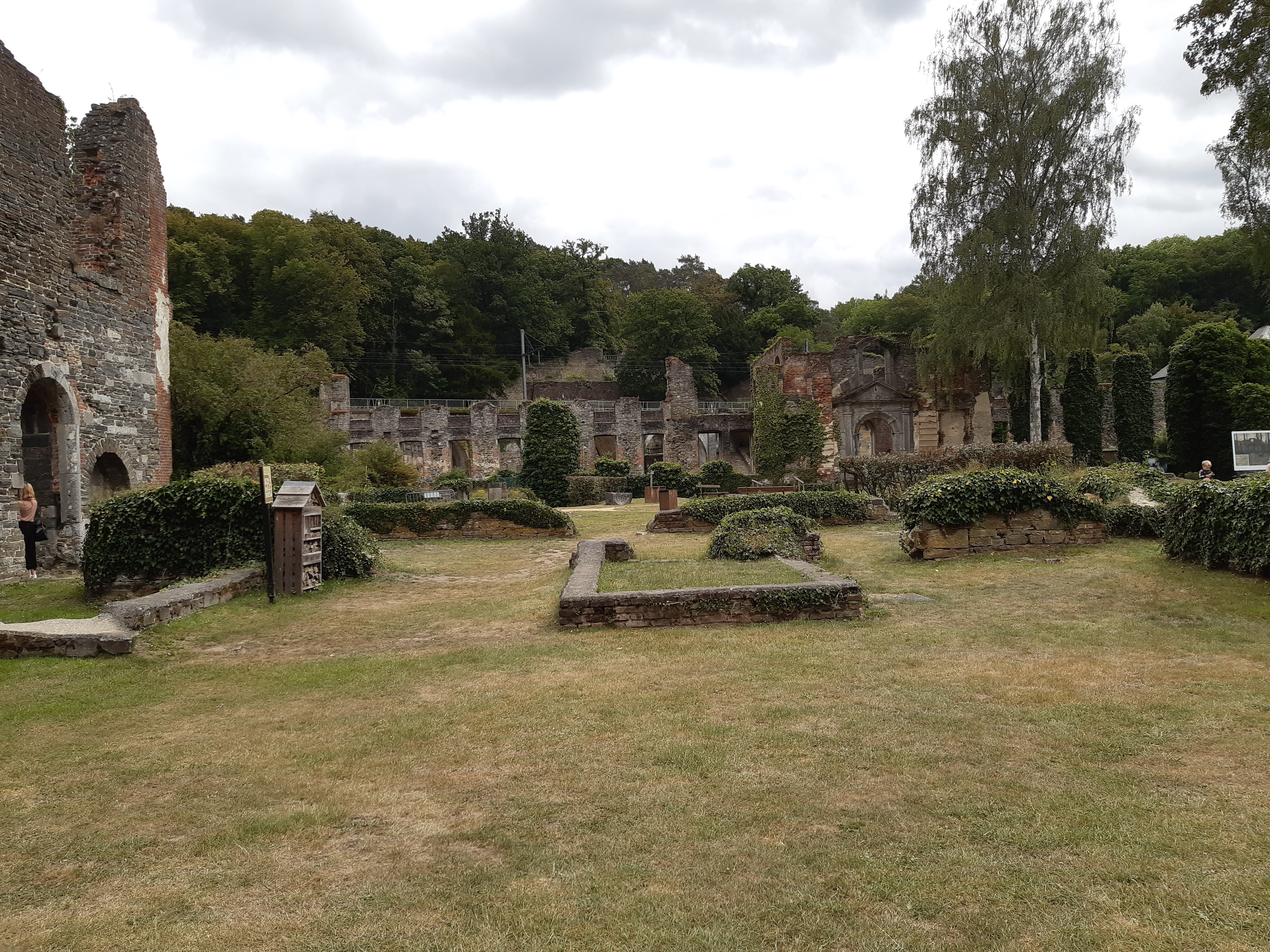
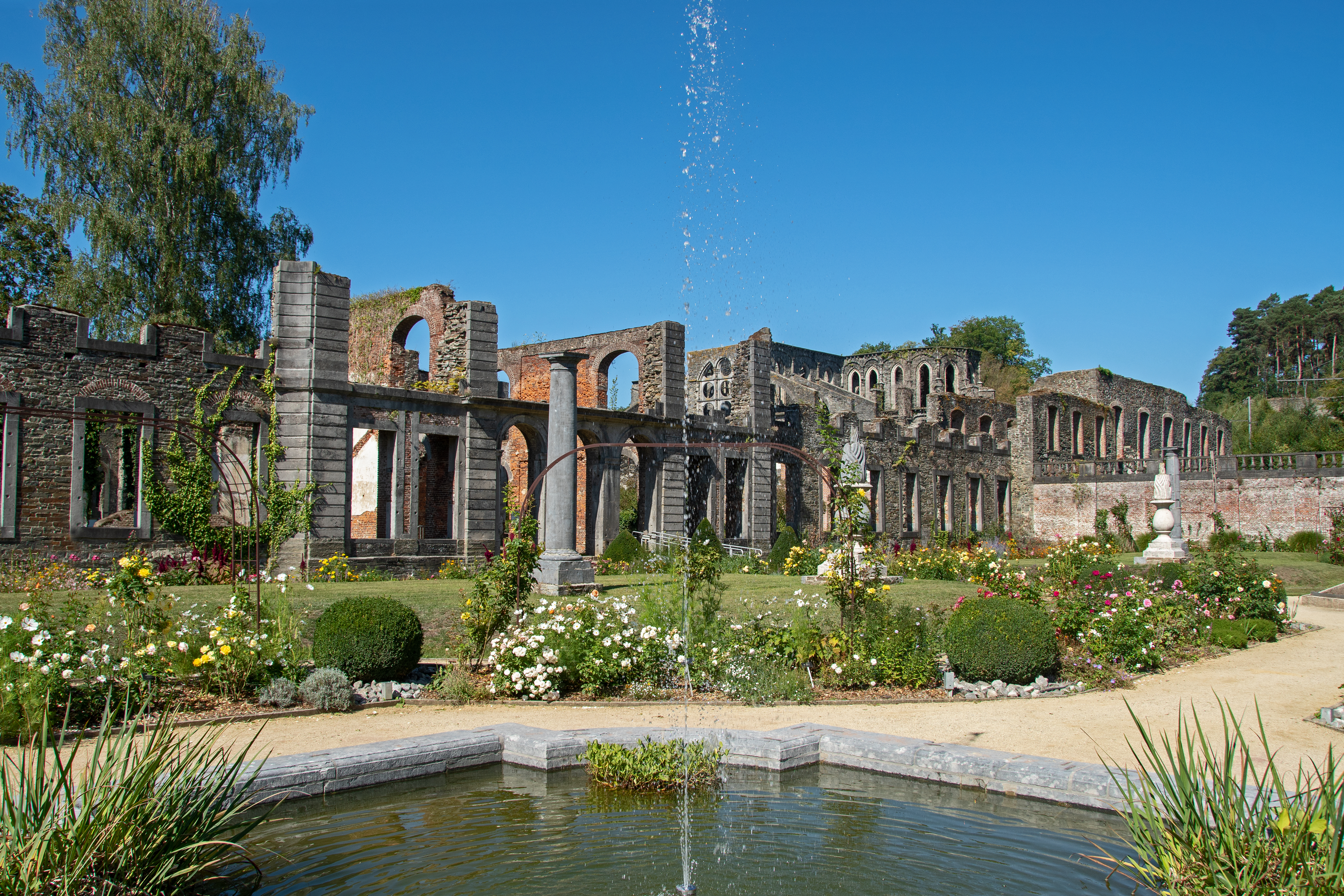
Fontein